# Ленінградський фронт
Ленінгра́дський фронт — оперативно-стратегічне об'єднання радянських військ з 27 серпня 1941 до 24 липня 1945 року в Другій світовій війні.

## Історія

### Ленінградська оборонна операція

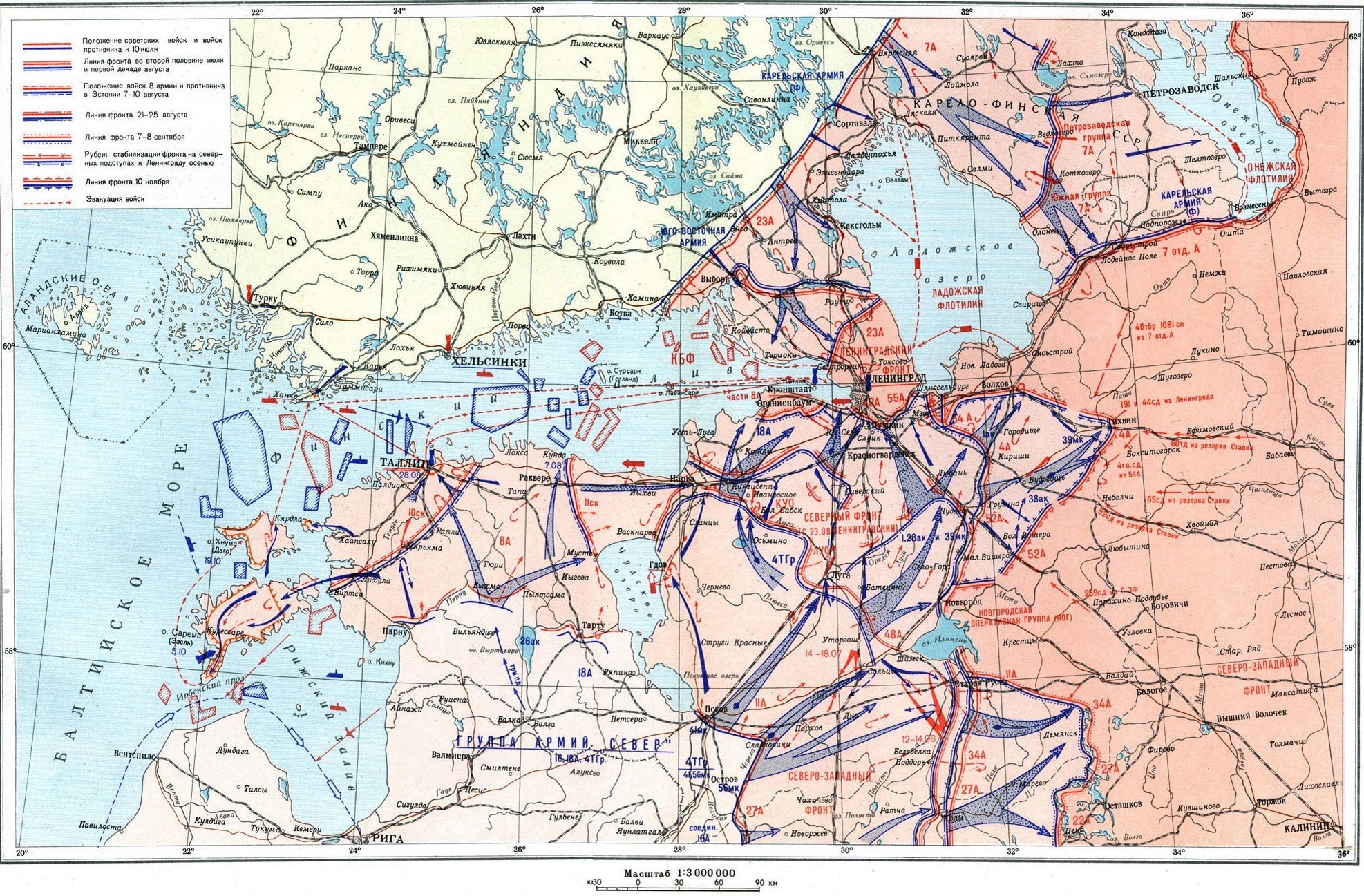
Бойові дії на ленінградському напрямку з 10 липня до 10 листопада 1941 року

10 липня 1941 року війська німецької групи армій «Північ» перейшли в наступ, розпочавши бойові дії на Ленінградському напрямку. На фоні різкого загострення обстановки на цьому стратегічному напряму та з метою поліпшення управління військами 23 серпня Ставка ВГК розділила Північний фронт на два фронти: Карельський (14-та, 7-ма армії) та Ленінградський (23-тя, 8-ма та 48-ма армії; генерал-лейтенант M.M. Попов). Замість генерал-майора П. П. Собєннікова командувачем Північно-Західним фронтом було призначено генерал-лейтенанта П. А. Курочкіна. У тиловій смузі, на підступах до Ленінграду, на рубежі Тихвін, Мала Вішера, Валдай розгорталася 52-га резервна армія.
27 серпня було розформовано Головне командування військ Північно-Західного напрямку, а Карельський, Ленінградський та Північно-Західний фронти підпорядковані напряму Ставці ВГК. 28 серпня німецькі війська опанували Тосно, а 30 серпня підрозділи вермахту вийшли до річки Нева, перерізавши залізниці, що пов'язують Ленінград із країною. І лише в районі Красногвардійська в ході запеклих боїв вдалося зупинити подальше просування противника.
1 вересня на базі управління 19-го стрілецького корпусу та оперативної групи генерал-майора І. Г. Лазарєва було сформовано 55-ту армію, що увійшла до складу Ленінградського фронту. 2 вересня в районі Нова Ладога, Волхов, Городище, Тихвін розпочала зосередження новостворена 54-та армія маршала Радянського Союзу Г. І. Кулика. 5 вересня командувача Ленінградського фронту генерал-лейтенанта М. М. Попова було відсторонено з посади, а замість нього призначено маршала К. Є. Ворошилова.

### Блокада Ленінграда
8 вересня війська 41-го моторизованого корпусу із плацдармів на річці Лузі, прорвавшись через станцію Мга, опанували Шліссельбург і відрізали Ленінград з суші. Водночас, спроба 9 вересня форсувати Неву та прорватися до міста з півдня не увінчалася успіхом. У зв'язку з погіршенням обстановки під Ленінградом 11 вересня командувачем Ленінградського фронту було призначено генерала армії Г. К. Жукова. Управління 48-ї армії 12 вересня було розформовано, а її з'єднання передано до складу 54-ї армії. Цього ж дня з'єднання 42-ї армії під тиском військ противника залишили Красне Село, німці вийшли на ближні підступи до Ленінграда.
16 вересня підрозділи вермахту прорвалися між Стрільною та Урицьком до Фінської затоки, відрізавши частини 8-ї радянської армії від основних сил Ленінградського фронту. На захід від міста утворився Оранієнбаумський плацдарм. 17 вересня противник захопив Павловськ і увірвався до центру міста Пушкін. Разом з цим, того ж дня почалося виведення 4-ї танкової групи з битви та її перекидання на Московський напрямок. Усі війська, що діяли під Ленінградом, перейшли у підпорядкування командувача німецької 18-ї армії. 18 вересня, намагаючись зупинити противника, генерал армії Жуков силами 8-ї армії (не менше п'яти дивізій) завдав удару на Красне Село. Проте противник, здійснивши перегрупування, 20 вересня силами до чотирьох дивізій провів контрудар і не лише зупинив просування військ 8-ї армії, а й відтіснив її. З 19 по 27 вересня німецька авіація (понад 400 бомбардувальників) провела повітряну операцію з метою знищити морські сили, що базувалися в Кронштадті. В результаті були потоплені лідер «Мінськ», сторожовий корабель «Вихор», підводний човен М-74 та транспорт, затонув пошкоджений есмінець «Стерегущий», отримали пошкодження лінкор «Жовтнева революція», крейсер «Кіров», три ескадрені міноносці, ряд інших кораблів та суден.
Наприкінці вересня 1941 року ситуація під Ленінградом стабілізувалася. До кінця вересня 1941 року, активною обороною війська Ленінградського фронту, чому значною мірою сприяло перекидання на інший стратегічний напрям головного ударного угруповання групи армій «Північ», зупинили німецькі війська, що наступали на Ленінград з півдня, а фінські війська — з північного заходу. З 8 вересня 1941 року війська Ленінградського фронту вели бойові дії у вкрай тяжких умовах блокади. За сприяння Волховського фронту і Балтійського флоту, радянські змусили перейти противника до оборони, остаточно зірвавши плани гітлерівського командування захопити Ленінград з ходу. Основні сили групи армій «Північ», втративши близько 60 тис. осіб, перейшли до тривалої оборони, намагаючись задушити Ленінград у лещатах повної блокади. Для посилення групи армій «Північ» почалося перекидання резервів: повітрям — 7-ї парашутно-десантної дивізії, залізницею з Франції — 72-ї піхотної дивізії, на північ була повернена іспанська 250-та піхотна «Блакитна дивізія», що прямувала до складу групи армій «Центр». Втрати військ Північного, Північно-Західного та Ленінградського фронтів, 52-ї окремої армії, а також Балтійського флоту склали: безповоротні — 214 078, санітарні — 130 848 осіб, 1492 танки, 9885 гармат та мінометів, 1702 бойові літаки.

### Тихвінська оборонна операція
Німецьке командування, прагнучи прискорити захоплення Ленінграда і звільнити сили для дій на головному — Московському напрямку, планувало силами 16-ї армії (39-й моторизований і 1-й армійський корпуси) групи армій «Північ» захопити Тихвін, щоб глибоко обійти Ленінград з сходу, з'єднатися з фінськими військами на річці Свір і повністю блокувати місто. Головний удар завдавався у напрямку Грузино, Будогощ, Тихвін, Лодєйне Поле, а допоміжний удар — на Малу Вішеру, Бологе.
На рубежі Липка, Вороново, Кіриші і далі на східному березі річки Волхов (протяжністю близько 200 км) оборонялися 54-та армія Ленінградського фронту, 4-та і 52-га окремі армії, що підпорядковувалися Ставці ВГК, і навіть Новгородська армійська група (НАГ) Північно-Західного фронту. Їх підтримувала Ладозька військова флотилія. До 70 % всіх сил було зосереджено у смузі 54-ї армії, яка готувалася до проведення Синявинської наступальної операції з метою прориву блокади Ленінграда. У смугах оборони 4-ї та 52-ї окремих армій, на напряму яких німці завдавали головного удару, на 130-кілометровому фронті оборонялися лише 5 стрілецьких та одна кавалерійська дивізії. Співвідношення сторін становило в особовому складі 1,5 до 1, а в танках та артилерії більш ніж у 2 рази на користь вермахту. Крім того, у розпорядженні командувачів армій не було резервів.
16 жовтня німецькі війська перейшли в наступ у смузі 52-ї окремої армії в районах Грузино та Селищенського Селища і до 20 жовтня прорвали її оборону на стику з 4-ю армією. 22 жовтня противник захопив Велику Вішеру, а 23-го — Будогощ, створивши загрозу прориву до Тихвіна. Одночасно противник відновив наступ на Волховському напрямі. Для посилення своїх військ на загрозливому напрямку за наказом Ставки ВГК у район Тихвіна були спрямовані усі наявні резерви. 26 жовтня командувачем Ленінградським фронтом був призначений генерал-лейтенант М. С. Хозін, а командувачем 54-ї армії — генерал-майор І. І. Федюнінський.
27 жовтня війська 4-ї армії генерал-лейтенанта В. Ф. Яковлєва зупинили наступ німецьких військ у 40 км на південний захід від Тихвіна, а 52-га армія — на схід від Малої Вішери. Але, німецьке командування, відбивши до 1 листопада контрудар військ 4-ї армії, 5 листопада відновило наступ. 8 листопада був захоплений Тихвін, унаслідок чого була перерізана єдина залізниця, якою йшли вантажі до Ладозького озера для постачання Ленінграда. Втім, війська 4-ї та 52-ї армій завдали контрудари по противникові і до кінця 18 листопада змусили його перейти до оборони.
У ході Тихвінської оборонної операції радянські війська зірвали задум німецького командування з'єднатися на річці Свір з фінськими військами, повністю блокувати Ленінград і використовувати сили групи армій «Північ» для наступу в обхід Москви з півночі. Противнику не вдалося також прорватися до Ладозького озера через Войбокало.

### Тихвінська наступальна операція
10 листопада 1941 року радянські війська перейшли в контрнаступ і під час наступальної операції відбили окуповані німецькими військами території на сході Ленінградської області. Контрнаступ проводився військами 54-ї армії Ленінградського фронту, 4-ї та 52-ї окремих армій, за сприянням військ Північно-Західного фронту. Червоній армії вдалося завдати поразки тихвінському угрупованню німецьких військ, відновити залізничне сполучення на ділянці Тихвін-Волхов, поліпшити стан Ленінградського фронту, Балтійського флоту та обложеного Ленінграду, а також скувати сили противника на північно-західному напрямку й не допустити перекидання їх на московський напрямок.

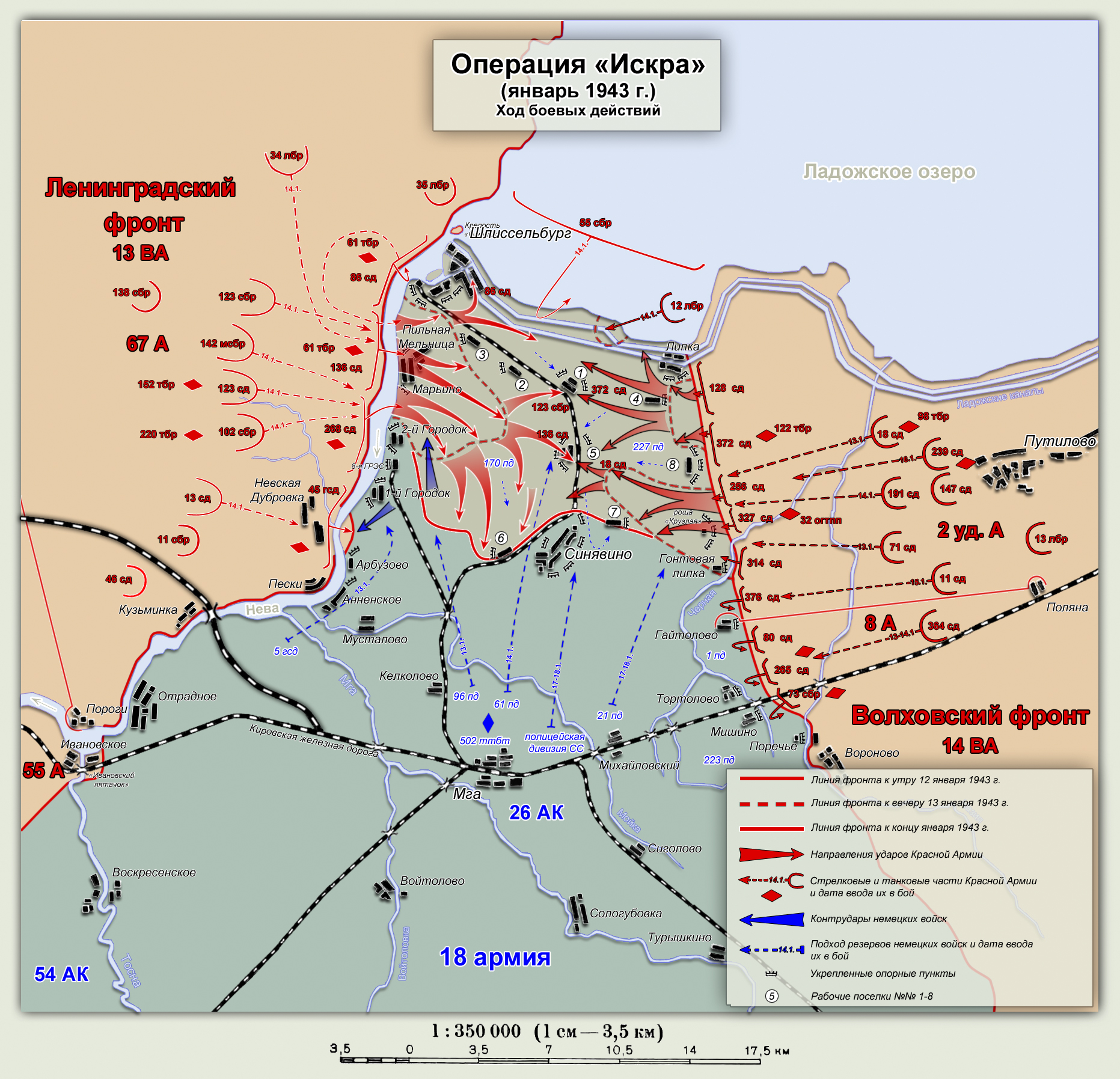
Операція «Іскра». Січень 1943

### 1942 рік
Протягом 1942 року війська фронту провели кілька фронтових та локальних наступальних операцій. 7 січня 1942 року на фоні загального радянського контрнаступу взимку 1941—1942 року з початком активного, порівняно масованого наступу з форсуванням Волхова та з плацдармів, що вже були захоплені на західному березі річки, була розпочата Любанська операція. При цьому, 54-та армія перейшла в наступ ще 4 січня 1942 року. Тому для неї Тихвинська операція перейшла в Любанську операцію без будь-яких перегрупувань. Ця операція закінчилася повним провалом і розгромом радянського угруповання. 2-га ударна армія була майже повністю знищена, а її командувач генерал-лейтенанта А. А. Власов здався в полон.
23 квітня 1942 року було розформовано Волховський фронт, який було перетворено на Волховську групу військ («група військ Волховського напряму») Ленінградського фронту. 8 червня 1942 року Волховський фронт був утворений знову.
19 серпня по 7 вересня 1942 року війська Ленінградського фронту здійснили чергову спробу прорвати блокаду Ленінграда, але Усть-Тосненська операція завершилася фактично без значних здобутків при величезних втратах радянських військ. Одночасно у взаємодії з Волховським фронтом проводилася Третя Синявінська операція. Попри провал замислу операції Червоної армії, командуванню радянських військ вдалося зірвати плани Вермахту щодо проведення операції «Нордліхт» — плану остаточного захоплення Ленінграду.

### 1943 рік

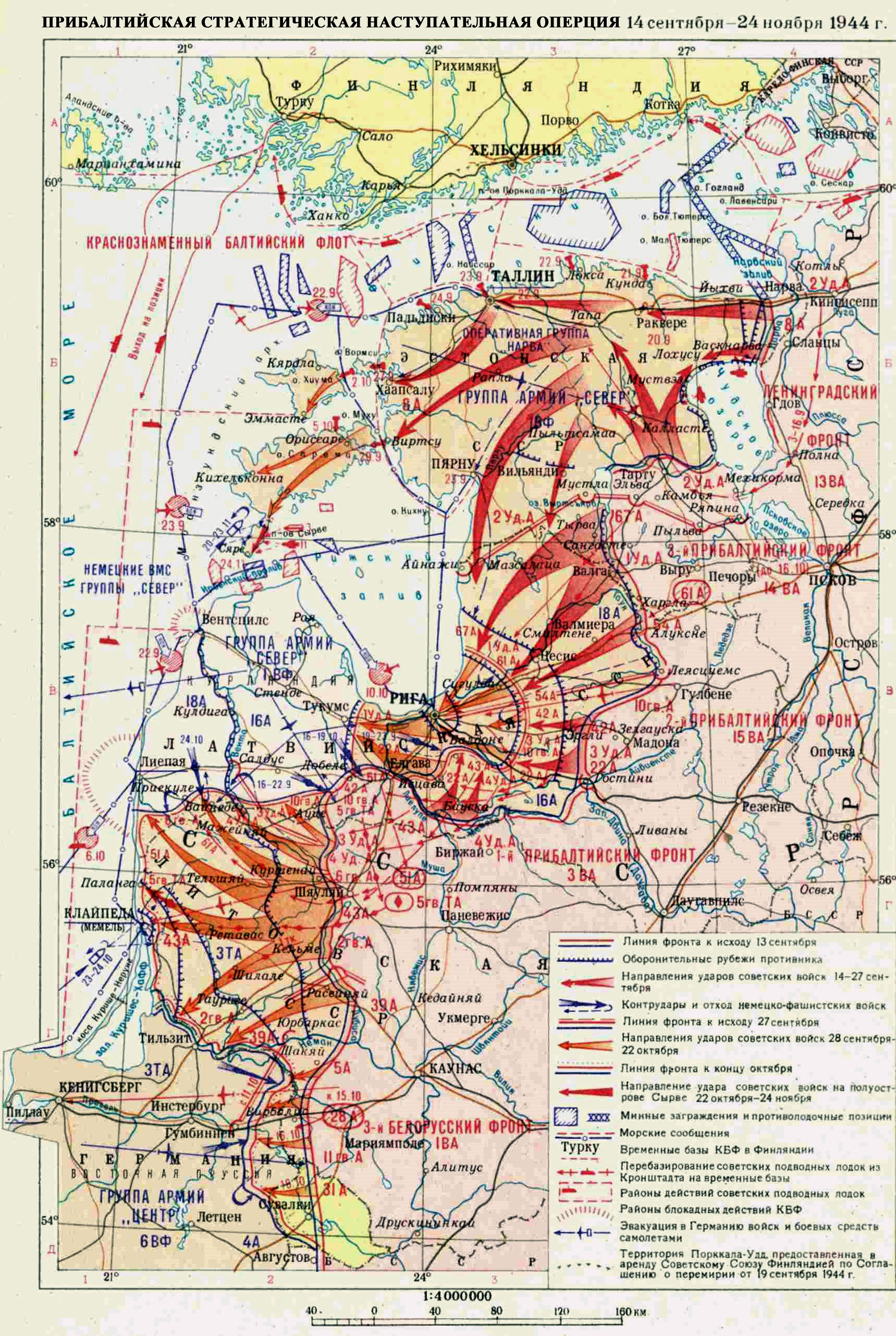
Прибалтійська операція 1944 року

У січні 194 року війська Ленінградського та Волховського фронтів провели операцію з прориву блокади Ленінграда на південь від Шліссельбурга (Петрофортеця). У ході цієї операції одночасними зустрічними ударами військ Ленінградського фронту з заходу і Волховського зі сходу в напрямку на Синявино і Робітниче селище № 5 у взаємодії з Балтійським флотом радянським військам вдалося розгромити угруповання противника південніше Ладозького озера, ліквідувати шліссельбурзько-синявінський виступ і тим самим забезпечити сухопутне сполучення Ленінграда з країною.
У лютому — квітні радянське командування розпочало низку наступальних операцій Північно-Західного, Ленінградського і Волховського фронтів, особливої групи генерал-полковника М. С. Хозіна, намагаючись оточити та розгромити війська німецької групи армій «Північ», визволити Ленінградську область та створити передумови для успішного наступу в Балтійські країни. Операція завершилася провалом — жодна з поставлених цілей досягнута не була.

### 1944 рік
У січні-лютому 1944 року Ленінградський фронт у взаємодії з Волховським, 2-м Прибалтійським фронтами і Балтійським флотом розгромили німецьку групу армій «Північ» під Ленінградом і Новгородом, остаточно звільнили від блокади Ленінград, вторглися на територію Естонії.
У період з початку лютого до 10 серпня 1944 року Ленінградський фронт бився з німецькою армійською групою «Нарва» за оволодіння стратегічно важливим Нарвським перешийком, зазнавши при цьому колосальних втрат.
15 лютого 1944 року Волховський фронт було остаточно розформовано. Ленінградському фронту з нього були передані 54-та, 59-та та 8-ма армії. 24 квітня 1944 року з частини військ лівого крила Ленінградського фронту створили 3-й Прибалтійський фронт.
У червні 1944 року Ленінградський фронт своїм правим крилом, за активної участі Балтійського флоту, Ладозької та Онезької військових флотилій успішно здійснив Виборзьку операцію, в результаті якої разом з Карельським фронтом створив умови для виведення Фінляндії з війни на боці Німеччини. У вересні-листопаді 1944 року фронт частиною сил брав участь у Прибалтійській стратегічній операції, наступаючи на тарту-таліннському та нарвсько-таліннському напрямах. Захопивши континентальну частину Естонії, війська Ленінградського фронту у взаємодії з Балтійським флотом у період із 27 вересня по 24 листопада вибили німецькі війська з островів Моонзундського архіпелагу. У цьому наступальні дії Ленінградського фронту завершилися. Його війська займали позиції на радянсько-фінському кордоні та узбережжі Балтійського моря від Ленінграда до Риги.

### 1945 рік
1 квітня 1945 року до складу Ленінградського фронту передано частину військ розформованого 2-го Прибалтійського фронту (у тому числі 6-ту і 10-ту гвардійські загальновійськові армії, 15-ту повітряну армію), створено Курляндську групу військ, на яку покладено завдання з продовження блокади та ліквідації курляндського угруповання військ противника.
У зв'язку з беззастережною капітуляцією Німеччини Ленінградський фронт прийняв капітуляцію цього угруповання. 24 липня 1945 року виходячи з Наказу НКО СРСР від 9 липня 1945 року Ленінградський фронт перетворено на Ленінградський військовий округ.

## Командувачі
- генерал-лейтенант Попов М. М. (серпень — вересень 1941);
- Маршал Радянського Союзу Ворошилов К. Є. (вересень 1941);
- генерал армії Жуков Г. К. (13 вересня — 10 жовтня 1941);
- генерал-майор Федюнінський І. І. (10 — 26 жовтня 1941);
- генерал-лейтенант Хозін М. С. (жовтень 1941 — червень 1942);
- генерал-лейтенант, (з січня 1943 генерал-полковник, з листопада 1943 генерал армії, з червня 1944 Маршал Радянського Союзу) Говоров Л. О. (червень 1942 — липень 1945).

## Військові формування у складі фронту
Формування управління, забезпечення та підтримки
- Балтійський флот
- 12-й окремий навчальний танковий полк
- 11-та залізнична бригада
- 884-й винищувально-протитанковий артилерійський полк
- 177-й окремий зенітний артилерійський дивізіон (з 06.12.1941 )
- 183-й окремий зенітний артилерійський дивізіон
- 221-й окремий зенітний артилерійський дивізіон (з 05.09.1941)
- 237-й окремий зенітний артилерійський дивізіон (з 01.09.1941)
- 242-й окремий зенітний артилерійський дивізіон
- 386-й окремий зенітний артилерійський дивізіон
- 397-й окремий зенітний артилерійський дивізіон
- 14-й окремий запасний лінійний полк зв'язку
- 26-й полк зв'язку
- 65-й полк зв'язку
- 520-та окрема рота зв'язку
- 20-та окрема маскувальна рота
- 46-й окремий інженерно-аеродромний батальйон військово-повітряних сил
- евакуаційний госпіталь 3420
- патологоанатомічна лабораторія 48

- 8-ма армія
  - 11-та стрілецька дивізія
  - 48-ма стрілецька дивізія
  - 118-та стрілецька дивізія
  - 125-та стрілецька дивізія
  - 191-ша стрілецька дивізія
  - 268-ма стрілецька дивізія
- 23-тя армія
  - 19-й стрілецький корпус
    - 142-га стрілецька дивізія
    - 265-та стрілецька дивізія

  - 43-тя стрілецька дивізія
  - 123-тя стрілецька дивізія
  - 291-ша стрілецька дивізія
  - 198-ма моторизована дивізія (без ап)
  - Виборзький бригадний район ППО
- 42-га армія
  - 2-га гвардійська Ленінградська стрілецька дивізія народного ополчення
  - 3-тя гвардійська Ленінградська стрілецька дивізія народного ополчення
  - Красногвардійський УР
- 48-ма армія
  - 128-ма стрілецька дивізія
  - 311-та стрілецька дивізія
  - 21-ша танкова дивізія
- 55-та армія
  - 70-та стрілецька дивізія
  - 90-та стрілецька дивізія
  - 168-ма стрілецька дивізія
  - 237-ма стрілецька дивізія
  - 1-ша Ленінградська стрілецька дивізія народного ополчення
  - 4-та Ленінградська стрілецька дивізія народного ополчення
  - Слуцько-Колпінський УР
- Копорська ОГр
  - 1-ша гвардійська Ленінградська стрілецька дивізія народного ополчення
  - 2-га Ленінградська стрілецька дивізія народного ополчення
- Південна ОГр
  - 41-й стрілецький корпус
    - 111-та стрілецька дивізія
    - 177-ма стрілецька дивізія
    - 235-та стрілецька дивізія

  - Лузький бригадний район ППО
  - 24-та танкова дивізія
- 10-та стрілецька дивізія
- 16-та стрілецька дивізія
- 115-та стрілецька дивізія
- 281-ша стрілецька дивізія
- 4-та гвардійська Ленінградська стрілецька дивізія народного ополчення
- 1-ша стрілецька дивізія внутрішніх військ НКВС
- 22-й УР
- 29-й УР
- 2-й корпус ППО
- Свірський бригадний район ППО
- 1-ша танкова дивізія (без 2 тп)
- 7-й винищувальний авіаційний корпус ППО
- 8-ма винищувальна авіаційна дивізія
- 39-та винищувальна авіаційна дивізія
- 2-га змішана авіаційна дивізія

- 8-ма армія
  - 19-й стрілецький корпус
    - 10-та стрілецька дивізія
    - 11-та стрілецька дивізія
    - 85-та стрілецька дивізія

  - 48-ма стрілецька дивізія
  - 80-та стрілецька дивізія
  - 191-ша стрілецька дивізія
  - 281-ша стрілецька дивізія
- 23-тя армія
  - 43-тя стрілецька дивізія
  - 123-тя стрілецька дивізія
  - 142-га стрілецька дивізія
  - 198-ма моторизована дивізія
  - 265-та стрілецька дивізія
  - 291-ша стрілецька дивізія
  - 22-й УР
  - Виборзький бригадний район ППО
- 42-га армія
  - 13-та стрілецька дивізія
  - 44-та стрілецька дивізія
  - 56-та стрілецька дивізія
  - 189-та стрілецька дивізія
  - 21-ша мотострілецька дивізія внутрішніх військ НКВС
- 54-та армія
  - 3-тя гвардійська стрілецька дивізія
  - 4-та гвардійська стрілецька дивізія
  - 128-ма стрілецька дивізія
  - 286-та стрілецька дивізія
  - 294-та стрілецька дивізія
  - 310-та стрілецька дивізія
  - 21-ша танкова дивізія
- 55-та армія
  - 70-та стрілецька дивізія
  - 86-та стрілецька дивізія
  - 90-та стрілецька дивізія
  - 125-та стрілецька дивізія
  - 168-ма стрілецька дивізія
  - 268-ма стрілецька дивізія
  - Слуцько-Колпінський УР
- Невська оперативна група
  - 115-та стрілецька дивізія
  - 1-ша стрілецька дивізія ВВ НКВС
- 111-та стрілецька дивізія
- 177-ма стрілецька дивізія
- 235-та стрілецька дивізія
- 20-та стрілецька дивізія внутрішніх військ НКВС
- 29-й УР
- 2-й корпус ППО
- Свірський бригадний район ППО
- Ладозький бригадний район ППО
- 7-й винищувальний авіаційний корпус ППО
- 2-га змішана авіаційна дивізія
- 8-ма винищувальна авіаційна дивізія
- 39-та винищувальна авіаційна дивізія
- 90-та бомбардувальна авіаційна дивізія
- 91-ша змішана авіаційна дивізія
- 92-га винищувальна авіаційна дивізія

- 8-ма армія
  - 10-та стрілецька дивізія
  - 86-та стрілецька дивізія
  - 168-ма стрілецька дивізія
  - 265-та стрілецька дивізія
  - 1-ша стрілецька дивізія ВВ НКВС
- 23-тя армія
  - 123-тя стрілецька дивізія
  - 142-га стрілецька дивізія
  - 198-ма стрілецька дивізія
  - 291-ша стрілецька дивізія
  - 22-й УР
  - Виборзький бригадний район ППО
- 42-га армія
  - 13-та стрілецька дивізія
  - 56-та стрілецька дивізія
  - 189-та стрілецька дивізія
  - 21-ша мотострілецька дивізія ВВ НКВС
- 54-та армія
  - 3-тя гвардійська Ленінградська стрілецька дивізія народного ополчення
  - 80-та стрілецька дивізія
  - 128-ма стрілецька дивізія
  - 285-та стрілецька дивізія
  - 281-ша стрілецька дивізія
  - 286-та стрілецька дивізія
  - 294-та стрілецька дивізія
  - 310-та стрілецька дивізія
  - 311-та стрілецька дивізія
- 55-та армія
  - 11-та стрілецька дивізія
  - 43-тя стрілецька дивізія
  - 70-та стрілецька дивізія
  - 85-та стрілецька дивізія
  - 90-та стрілецька дивізія
  - 125-та стрілецька дивізія
  - 268-ма стрілецька дивізія
  - 29-й УР
- Приморська ОГр
  - 48-ма стрілецька дивізія
- 115-та стрілецька дивізія
- 177-ма стрілецька дивізія
- 281-ша стрілецька дивізія
- 20-та стрілецька дивізія ВВ НКВС
- 2-й корпус ППО
- Свірський бригадний район ППО
- Ладозький бригадний район ППО
- 7-й винищувальний авіаційний корпус ППО
- 8-ма винищувальна авіаційна дивізія
- 39-та винищувальна авіаційна дивізія
- 92-га винищувальна авіаційна дивізія
- 2-га змішана авіаційна дивізія

- 8-ма армія
  - 10-та стрілецька дивізія
  - 86-та стрілецька дивізія
  - 1-ша стрілецька дивізія ВВ НКВС
- 23-тя армія
  - 123-тя стрілецька дивізія
  - 142-га стрілецька дивізія
  - 291-ша стрілецька дивізія
  - 22-й УР
- 42-га армія
  - 13-та стрілецька дивізія
  - 189-та стрілецька дивізія
  - 21-ша мотострілецька дивізія ВВ НКВС
- 54-та армія
  - 3-тя гвардійська Ленінградська стрілецька дивізія народного ополчення
  - 80-та стрілецька дивізія
  - 115-та стрілецька дивізія
  - 128-ма стрілецька дивізія
  - 198-ма стрілецька дивізія
  - 281-ша стрілецька дивізія
  - 285-та стрілецька дивізія
  - 286-та стрілецька дивізія
  - 294-та стрілецька дивізія
  - 311-та стрілецька дивізія
- 55-та армія
  - 11-та стрілецька дивізія
  - 43-тя стрілецька дивізія
  - 56-та стрілецька дивізія
  - 70-та стрілецька дивізія
  - 72-га стрілецька дивізія
  - 85-та стрілецька дивізія
  - 90-та стрілецька дивізія
  - 125-та стрілецька дивізія
  - 177-ма стрілецька дивізія
  - 268-ма стрілецька дивізія
- Приморська ОГр
  - 48-ма стрілецька дивізія
- 168-ма стрілецька дивізія
- 265-та стрілецька дивізія
- 20-та стрілецька дивізія ВВ НКВС
- 2-га змішана авіаційна дивізія
- 39-та винищувальна авіаційна дивізія
- 92-га винищувальна авіаційна дивізія

- 8-ма армія
  - 128-ма стрілецька дивізія
  - 265-та стрілецька дивізія
  - 286-та стрілецька дивізія
  - 294-та стрілецька дивізія
  - 1-ша стрілецька дивізія ВВ НКВС
- 23-тя армія
  - 123-тя стрілецька дивізія
  - 142-га стрілецька дивізія
  - 291-ша стрілецька дивізія
  - 22-й УР
  - 5-та змішана авіаційна дивізія
- 42-га армія
  - 13-та стрілецька дивізія
  - 189-та стрілецька дивізія
  - 21-ша мотострілецька дивізія ВВ НКВС
- 54-та армія
  - 3-тя гвардійська Ленінградська стрілецька дивізія народного ополчення
  - 11-та стрілецька дивізія
  - 80-та стрілецька дивізія
  - 115-та стрілецька дивізія
  - 177-ма стрілецька дивізія
  - 198-ма стрілецька дивізія
  - 281-ша стрілецька дивізія
  - 285-та стрілецька дивізія
  - 311-та стрілецька дивізія
- 55-та армія
  - 43-тя стрілецька дивізія
  - 56-та стрілецька дивізія
  - 70-та стрілецька дивізія
  - 72-га стрілецька дивізія
  - 85-та стрілецька дивізія
  - 90-та стрілецька дивізія
  - 125-та стрілецька дивізія
  - 268-ма стрілецька дивізія
- Невська ОГр
  - 10-та стрілецька дивізія
  - 86-та стрілецька дивізія
- Приморська ОГр
  - 48-ма стрілецька дивізія
  - 168-ма стрілецька дивізія
- 20-та стрілецька дивізія ВВ НКВС
- 4-й гвардійський стрілецький корпус
- 2-га змішана авіаційна дивізія
- 39-та винищувальна авіаційна дивізія
- 92-га винищувальна авіаційна дивізія

- 8-ма армія
  - 128-ма стрілецька дивізія
  - 177-ма стрілецька дивізія
  - 265-та стрілецька дивізія
  - 286-та стрілецька дивізія
- 23-тя армія
  - 10-та стрілецька дивізія
  - 123-тя стрілецька дивізія
  - 136-та стрілецька дивізія
  - 142-га стрілецька дивізія
  - 291-ша стрілецька дивізія
  - 20-та стрілецька дивізія ВВ НКВС
  - 22-й УР
- 42-га армія
  - 13-та стрілецька дивізія
  - 85-та стрілецька дивізія
  - 189-та стрілецька дивізія
  - 21-ша мотострілецька дивізія ВВ НКВС
- 54-та армія
  - 4-й гвардійський стрілецький корпус
    - 3-тя гвардійська стрілецька дивізія

  - 11-та стрілецька дивізія
  - 80-та стрілецька дивізія
  - 115-та стрілецька дивізія
  - 198-ма стрілецька дивізія
  - 281-ша стрілецька дивізія
  - 285-та стрілецька дивізія
  - 311-та стрілецька дивізія
- 55-та армія
  - 43-тя стрілецька дивізія
  - 56-та стрілецька дивізія
  - 70-та стрілецька дивізія
  - 72-га стрілецька дивізія
  - 90-та стрілецька дивізія
  - 125-та стрілецька дивізія
  - 268-ма стрілецька дивізія
- Невська ОГр
  - 86-та стрілецька дивізія
  - 1-ша стрілецька дивізія ВВ НКВС
- Приморська ОГр
  - 48-ма стрілецька дивізія
  - 168-ма стрілецька дивізія

Група військ ленінградського напрямку
- 23-тя армія
  - 10-та стрілецька дивізія
  - 123-тя стрілецька дивізія
  - 136-та стрілецька дивізія
  - 142-га стрілецька дивізія
  - 291-ша стрілецька дивізія
  - 20-та стрілецька дивізія ВВ НКВС
  - 22-й УР
- 42-га армія
  - 13-та стрілецька дивізія
  - 85-та стрілецька дивізія
  - 189-та стрілецька дивізія
  - 21-ша мотострілецька дивізія ВВ НКВС
- 55-та армія
  - 43-тя стрілецька дивізія
  - 56-та стрілецька дивізія
  - 72-га стрілецька дивізія
  - 90-та стрілецька дивізія
  - 125-та стрілецька дивізія
  - 268-ма стрілецька дивізія
- Невська ОГр
  - 70-та стрілецька дивізія
  - 86-та стрілецька дивізія
  - 1-ша стрілецька дивізія ВВ НКВС
- Приморська ОГр
  - 48-ма стрілецька дивізія
  - 168-ма стрілецька дивізія

Група військ волховського напрямку
- 2-га ударна армія
  - 46-та стрілецька дивізія
  - 92-га стрілецька дивізія
  - 191-ша стрілецька дивізія
  - 259-та стрілецька дивізія
  - 327-ма стрілецька дивізія
  - 382-га стрілецька дивізія
  - 13-й кавалерійський корпус
    - 25-та кавалерійська дивізія
    - 80-та кавалерійська дивізія
    - 87-ма кавалерійська дивізія
- 8-ма армія
  - 128-ма стрілецька дивізія
  - 265-та стрілецька дивізія
  - 286-та стрілецька дивізія
- 52-га армія
  - 19-та гвардійська стрілецька дивізія
  - 65-та стрілецька дивізія
  - 225-та стрілецька дивізія
  - 305-та стрілецька дивізія
- 54-та армія
  - 4-й гвардійський стрілецький корпус
    - 3-тя гвардійська стрілецька дивізія

  - 11-та стрілецька дивізія
  - 80-та стрілецька дивізія
  - 115-та стрілецька дивізія
  - 177-ма стрілецька дивізія
  - 198-ма стрілецька дивізія
  - 281-ша стрілецька дивізія
  - 285-та стрілецька дивізія
  - 294-та стрілецька дивізія
  - 311-та стрілецька дивізія
- 59-та армія
  - 4-та гвардійська стрілецька дивізія
  - 24-та гвардійська стрілецька дивізія
  - 2-га стрілецька дивізія
  - 267-ма стрілецька дивізія
  - 372-га стрілецька дивізія
  - 374-та стрілецька дивізія
  - 376-та стрілецька дивізія
  - 377-ма стрілецька дивізія
  - 378-ма стрілецька дивізія
  - 6-й гвардійський кавалерійський корпус
    - 165-та стрілецька дивізія
    - 1-ша повітрянодесантна бригада

Ленінградська група військ
- 23-тя армія
  - 10-та стрілецька дивізія
  - 123-тя стрілецька дивізія
  - 136-та стрілецька дивізія
  - 142-га стрілецька дивізія
  - 291-ша стрілецька дивізія
  - 20-та стрілецька дивізія ВВ НКВС
  - 22-й УР
- 42-га армія
  - 13-та стрілецька дивізія
  - 85-та стрілецька дивізія
  - 189-та стрілецька дивізія
  - 21-ша мотострілецька дивізія ВВ НКВС
- 55-та армія
  - 43-тя стрілецька дивізія
  - 56-та стрілецька дивізія
  - 72-га стрілецька дивізія
  - 90-та стрілецька дивізія
  - 125-та стрілецька дивізія
  - 268-ма стрілецька дивізія
- Невська ОГр
  - 70-та стрілецька дивізія
  - 86-та стрілецька дивізія
  - 1-ша стрілецька дивізія ВВ НКВС
- Приморська ОГр
  - 48-ма стрілецька дивізія
  - 168-ма стрілецька дивізія

Волховська група військ
- 2-га ударна армія
  - 19-та гвардійська стрілецька дивізія
  - 46-та стрілецька дивізія
  - 92-га стрілецька дивізія
  - 259-та стрілецька дивізія
  - 267-ма стрілецька дивізія
  - 327-ма стрілецька дивізія
  - 382-га стрілецька дивізія
- 4-та армія
  - 44-та стрілецька дивізія
  - 288-ма стрілецька дивізія
  - 310-та стрілецька дивізія
- 8-ма армія
  - 128-ма стрілецька дивізія
  - 265-та стрілецька дивізія
  - 286-та стрілецька дивізія
- 52-га армія
  - 65-та стрілецька дивізія
  - 225-та стрілецька дивізія
  - 305-та стрілецька дивізія
- 54-та армія
  - 4-й гвардійський стрілецький корпус
    - 3-тя гвардійська стрілецька дивізія

  - 11-та стрілецька дивізія
  - 80-та стрілецька дивізія
  - 115-та стрілецька дивізія
  - 177-ма стрілецька дивізія
  - 198-ма стрілецька дивізія
  - 281-ша стрілецька дивізія
  - 285-та стрілецька дивізія
  - 294-та стрілецька дивізія
  - 311-та стрілецька дивізія
- 59-та армія
  - 2-га стрілецька дивізія
  - 165-та стрілецька дивізія
  - 191-ша стрілецька дивізія
  - 372-га стрілецька дивізія
  - 374-та стрілецька дивізія
  - 376-та стрілецька дивізія
  - 377-ма стрілецька дивізія
  - 6-й гвардійський стрілецький корпус
    - 4-та гвардійська стрілецька дивізія
    - 21-ша гвардійська стрілецька дивізія
    - 1-ша повітрянодесантна бригада

  - 13-й кавалерійський корпус
    - 25-та кавалерійська дивізія
    - 80-та кавалерійська дивізія
    - 87-ма кавалерійська дивізія

  - 378-ма стрілецька дивізія

- 23-тя армія
  - 10-та стрілецька дивізія
  - 123-тя стрілецька дивізія
  - 136-та стрілецька дивізія
  - 142-га стрілецька дивізія
  - 291-ша стрілецька дивізія
  - 20-та стрілецька дивізія ВВ НКВС
  - 22-й УР
- 42-га армія
  - 13-та стрілецька дивізія
  - 72-га стрілецька дивізія
  - 85-та стрілецька дивізія
  - 189-та стрілецька дивізія
  - 21-ша мотострілецька дивізія ВВ НКВС
  - 79-й УР
- 55-та армія
  - 43-тя стрілецька дивізія
  - 56-та стрілецька дивізія
  - 90-та стрілецька дивізія
  - 268-ма стрілецька дивізія
  - 74-й УР
- Невська ОГр
  - 46-та стрілецька дивізія
  - 70-та стрілецька дивізія
  - 86-та стрілецька дивізія
- Приморська ОГр
  - 48-ма стрілецька дивізія
  - 168-ма стрілецька дивізія
- 125-та стрілецька дивізія
- 17-й УР

- 23-тя армія
  - 10-та стрілецька дивізія
  - 92-га стрілецька дивізія
  - 123-тя стрілецька дивізія
  - 142-га стрілецька дивізія
  - 291-ша стрілецька дивізія
  - 22-й УР
- 42-га армія
  - 13-та стрілецька дивізія
  - 85-та стрілецька дивізія
  - 109-та стрілецька дивізія
  - 125-та стрілецька дивізія
  - 189-та стрілецька дивізія
  - 79-й УР
- 55-та армія
  - 43-тя стрілецька дивізія
  - 56-та стрілецька дивізія
  - 90-та стрілецька дивізія
  - 14-й УР
- 67-ма армія
  - 45-та гвардійська стрілецька дивізія
  - 46-та стрілецька дивізія
  - 86-та стрілецька дивізія
- Приморська ОГр
  - 48-ма стрілецька дивізія
  - 168-ма стрілецька дивізія
- 136-та стрілецька дивізія
- 268-ма стрілецька дивізія
- 13-й УР

- 23-тя армія
  - 10-та стрілецька дивізія
  - 92-га стрілецька дивізія
  - 142-га стрілецька дивізія
  - 291-ша стрілецька дивізія
  - 22-й УР
- 42-га армія
  - 85-та стрілецька дивізія
  - 109-та стрілецька дивізія
  - 125-та стрілецька дивізія
  - 189-та стрілецька дивізія
  - 79-й УР
- 55-та армія
  - 43-тя стрілецька дивізія
  - 56-та стрілецька дивізія
  - 72-га стрілецька дивізія
  - 90-та стрілецька дивізія
  - 14-й УР
- 67-ма армія
  - 45-та гвардійська стрілецька дивізія
  - 46-та стрілецька дивізія
  - 86-та стрілецька дивізія
  - 16-й УР
  - артилерійська дивізія Лен.фронту
- Приморська ОГр
  - 48-ма стрілецька дивізія
  - 168-ма стрілецька дивізія
- 13-та повітряна армія
  - 273-тя винищувальна авіаційна дивізія
  - 275-та винищувальна авіаційна дивізія
  - 276-та бомбардувальна авіаційна дивізія
  - 277-ма штурмова авіаційна дивізія
- 13-та стрілецька дивізія
- 123-тя стрілецька дивізія
- 136-та стрілецька дивізія
- 224-та стрілецька дивізія
- 268-ма стрілецька дивізія

- 2-га ударна армія
  - 68-ма гвардійська стрілецька дивізія
  - 11-та стрілецька дивізія
  - 18-та стрілецька дивізія
  - 71-ша стрілецька дивізія
  - 128-ма стрілецька дивізія
  - 147-ма стрілецька дивізія
  - 314-та стрілецька дивізія
  - 364-та стрілецька дивізія
  - 376-та стрілецька дивізія
  - 379-та стрілецька дивізія
  - 2-га артилерійська дивізія
- 23-тя армія
  - 10-та стрілецька дивізія
  - 92-га стрілецька дивізія
  - 224-та стрілецька дивізія
  - 17-й УР
  - 22-й УР
- 42-га армія
  - 45-та гвардійська стрілецька дивізія
  - 85-та стрілецька дивізія
  - 109-та стрілецька дивізія
  - 125-та стрілецька дивізія
  - 79-й УР
- 55-та армія
  - 63-тя гвардійська стрілецька дивізія
  - 43-тя стрілецька дивізія
  - 46-та стрілецька дивізія
  - 56-та стрілецька дивізія
  - 72-га стрілецька дивізія
  - 131-ша стрілецька дивізія
  - 268-ма стрілецька дивізія
  - 14-й УР
- 67-ма армія
  - 13-та стрілецька дивізія
  - 85-та стрілецька дивізія
  - 90-та стрілецька дивізія
  - 142-га стрілецька дивізія
  - 189-та стрілецька дивізія
  - 16-й УР
  - 28-ма артилерійська дивізія
- Приморська ОГр
  - 48-ма стрілецька дивізія
  - 168-ма стрілецька дивізія
- 13-та повітряна армія
  - 273-тя винищувальна авіаційна дивізія
  - 275-та винищувальна авіаційна дивізія
  - 276-та бомбардувальна авіаційна дивізія
  - 277-ма штурмова авіаційна дивізія
- 123-тя стрілецька дивізія
  - 196-та стрілецька дивізія
  - 291-ша стрілецька дивізія
  - 18-та артилерійська дивізія

- 2-га ударна армія
  - 11-та стрілецька дивізія
  - 86-та стрілецька дивізія
  - 128-ма стрілецька дивізія
  - 314-та стрілецька дивізія
  - 376-та стрілецька дивізія
  - 16-й УР
  - 43-тя зенітна артилерійська дивізія
- 23-тя армія
  - 10-та стрілецька дивізія
  - 92-га стрілецька дивізія
  - 142-га стрілецька дивізія
  - 201-ша стрілецька дивізія
  - 17-й УР
  - 22-й УР
- 42-га армія
  - 56-та стрілецька дивізія
  - 85-та стрілецька дивізія
  - 109-та стрілецька дивізія
  - 125-та стрілецька дивізія
  - 189-та стрілецька дивізія
  - 79-й УР
  - 18-та артилерійська дивізія
  - 7-ма зенітна артилерійська дивізія
- 55-та армія
  - 13-та стрілецька дивізія
  - 46-та стрілецька дивізія
  - 56-та стрілецька дивізія
  - 72-га стрілецька дивізія
  - 131-ша стрілецька дивізія
  - 196-та стрілецька дивізія
  - 224-та стрілецька дивізія
  - 291-ша стрілецька дивізія
  - 14-й УР
  - 28-ма артилерійська дивізія
- 67-ма армія
  - 30-й гвардійський стрілецький корпус
    - 45-та гвардійська стрілецька дивізія
    - 63-тя гвардійська стрілецька дивізія
    - 64-та гвардійська стрілецька дивізія

  - 43-тя стрілецька дивізія
  - 120-та стрілецька дивізія
  - 123-тя стрілецька дивізія
  - 124-та стрілецька дивізія
  - 268-ма стрілецька дивізія
- Приморська ОГр
  - 48-ма стрілецька дивізія
  - 98-ма стрілецька дивізія
  - 168-ма стрілецька дивізія
- 13-та повітряна армія
  - 276-та бомбардувальна авіаційна дивізія
  - 277-ма штурмова авіаційна дивізія
  - 240-ва винищувальна авіаційна дивізія
  - 275-та винищувальна авіаційна дивізія
- 90-та стрілецька дивізія

- 2-га ударна армія
  - 86-та стрілецька дивізія
  - 120-та стрілецька дивізія
  - 124-та стрілецька дивізія
  - 201-ша стрілецька дивізія
  - 376-та стрілецька дивізія
- 23-тя армія
  - 10-та стрілецька дивізія
  - 92-га стрілецька дивізія
  - 142-га стрілецька дивізія
  - 17-й УР
  - 22-й УР
- 42-га армія
  - 56-та стрілецька дивізія
  - 85-та стрілецька дивізія
  - 109-та стрілецька дивізія
  - 125-та стрілецька дивізія
  - 189-та стрілецька дивізія
  - 79-й УР
  - 18-та артилерійська дивізія прориву
  - 7-ма зенітна артилерійська дивізія
- 55-та армія
  - 13-та стрілецька дивізія
  - 46-та стрілецька дивізія
  - 72-га стрілецька дивізія
  - 131-ша стрілецька дивізія
  - 196-та стрілецька дивізія
  - 224-та стрілецька дивізія
  - 291-ша стрілецька дивізія
  - 14-й УР
  - 28-ма артилерійська дивізія
- 67-ма армія
  - 30-й гвардійський стрілецький корпус
    - 45-та гвардійська стрілецька дивізія
    - 63-тя гвардійська стрілецька дивізія
    - 64-та гвардійська стрілецька дивізія

  - 43-й стрілецький корпус
    - 11-та стрілецька дивізія
    - 128-ма стрілецька дивізія
    - 314-та стрілецька дивізія

  - 90-та стрілецька дивізія
  - 123-тя стрілецька дивізія
  - 268-ма стрілецька дивізія
  - 16-й УР
  - 23-тя артилерійська дивізія прориву
  - 1-ша гвардійська мінометна дивізія
  - 32-га зенітна артилерійська дивізія
  - 43-тя зенітна артилерійська дивізія
- Приморська ОГр
  - 48-ма стрілецька дивізія
  - 98-ма стрілецька дивізія
  - 168-ма стрілецька дивізія
- 13-та повітряна армія
  - 276-та бомбардувальна авіаційна дивізія
  - 277-ма штурмова авіаційна дивізія
  - 275-та винищувальна авіаційна дивізія
- 43-тя стрілецька дивізія

- 2-га ударна армія
  - 30-й гвардійський стрілецький корпус
    - 45-та гвардійська стрілецька дивізія
    - 63-тя гвардійська стрілецька дивізія
    - 64-та гвардійська стрілецька дивізія

  - 86-та стрілецька дивізія
  - 90-та стрілецька дивізія
  - 131-ша стрілецька дивізія
  - 201-ша стрілецька дивізія
- 23-тя армія
  - 10-та стрілецька дивізія
  - 92-га стрілецька дивізія
  - 142-га стрілецька дивізія
  - 17-й УР
  - 22-й УР
- 42-га армія
  - 56-та стрілецька дивізія
  - 72-га стрілецька дивізія
  - 85-та стрілецька дивізія
  - 109-та стрілецька дивізія
  - 123-тя стрілецька дивізія
  - 125-та стрілецька дивізія
  - 189-та стрілецька дивізія
  - 79-й УР
  - 18-та артилерійська дивізія прориву
  - 23-тя артилерійська дивізія прориву
  - 7-ма зенітна артилерійська дивізія
- 55-та армія
  - 13-та стрілецька дивізія
  - 46-та стрілецька дивізія
  - 224-та стрілецька дивізія
  - 291-ша стрілецька дивізія
  - 376-та стрілецька дивізія
  - 14-й УР
- 67-ма армія
  - 11-та стрілецька дивізія
  - 43-тя стрілецька дивізія
  - 124-та стрілецька дивізія
  - 128-ма стрілецька дивізія
  - 268-ма стрілецька дивізія
  - 314-та стрілецька дивізія
  - 16-й УР
  - 32-га зенітна артилерійська дивізія
  - 43-тя зенітна артилерійська дивізія
- Приморська ОГр
  - 43-й стрілецький корпус
    - 48-ма стрілецька дивізія
    - 98-ма стрілецька дивізія
    - 168-ма стрілецька дивізія
- 13-та повітряна армія
  - 276-та бомбардувальна авіаційна дивізія
  - 277-ма штурмова авіаційна дивізія
  - 275-та винищувальна авіаційна дивізія
- 120-та стрілецька дивізія
- 196-та стрілецька дивізія
- 3-й артилерійський корпус прориву
- 1-ша гвардійська мінометна дивізія

- 2-га ударна армія
  - 43-й стрілецький корпус
    - 48-ма стрілецька дивізія
    - 90-та стрілецька дивізія
    - 98-ма стрілецька дивізія

  - 122-й стрілецький корпус
    - 11-та стрілецька дивізія
    - 131-ша стрілецька дивізія
    - 168-ма стрілецька дивізія

  - 43-тя стрілецька дивізія
  - 16-й УР
- 23-тя армія
  - 10-та стрілецька дивізія
  - 92-га стрілецька дивізія
  - 142-га стрілецька дивізія
  - 17-й УР
  - 22-й УР
- 42-га армія
  - 30-й гвардійський стрілецький корпус
    - 45-та гвардійська стрілецька дивізія
    - 63-тя гвардійська стрілецька дивізія
    - 64-та гвардійська стрілецька дивізія

  - 109-й стрілецький корпус
    - 72-га стрілецька дивізія
    - 109-та стрілецька дивізія
    - 125-та стрілецька дивізія

  - 110-й стрілецький корпус
    - 56-та стрілецька дивізія
    - 85-та стрілецька дивізія
    - 86-та стрілецька дивізія

  - 189-та стрілецька дивізія
  - 79-й УР
  - 18-та артилерійська дивізія прориву
  - 23-тя артилерійська дивізія прориву
  - 7-ма зенітна артилерійська дивізія
  - 32-га зенітна артилерійська дивізія
- 67-ма армія
  - 116-й стрілецький корпус
    - 13-та стрілецька дивізія
    - 46-та стрілецька дивізія
    - 376-та стрілецька дивізія

  - 118-й стрілецький корпус
    - 124-та стрілецька дивізія
    - 128-ма стрілецька дивізія
    - 268-ма стрілецька дивізія

  - 291-ша стрілецька дивізія
  - 14-й УР
- 13-та повітряна армія
  - 276-та бомбардувальна авіаційна дивізія
  - 277-ма штурмова авіаційна дивізія
  - 275-та винищувальна авіаційна дивізія
- 108-й стрілецький корпус
  - 196-та стрілецька дивізія
  - 224-та стрілецька дивізія
  - 314-та стрілецька дивізія
- 117-й стрілецький корпус
  - 120-та стрілецька дивізія
  - 123-тя стрілецька дивізія
  - 201-ша стрілецька дивізія
- 123-й стрілецький корпус
- 3-й артилерійський корпус прориву
- 1-ша гвардійська мінометна дивізія
- 43-тя зенітна артилерійська дивізія

- 2-га ударна армія
  - 43-й стрілецький корпус
    - 48-ма стрілецька дивізія
    - 98-ма стрілецька дивізія
    - 131-ша стрілецька дивізія

  - 109-й стрілецький корпус
    - 109-та стрілецька дивізія
    - 125-та стрілецька дивізія
    - 314-та стрілецька дивізія

  - 124-й стрілецький корпус
    - 13-та стрілецька дивізія
    - 80-та стрілецька дивізія
    - 177-ма стрілецька дивізія

  - 16-й УР
  - 7-ма зенітна артилерійська дивізія
- 8-ма армія
  - 6-й стрілецький корпус
    - 256-та стрілецька дивізія
    - 286-та стрілецька дивізія
    - 372-га стрілецька дивізія

  - 112-й стрілецький корпус
    - 2-га стрілецька дивізія
    - 377-ма стрілецька дивізія

  - 115-й стрілецький корпус
    - 72-га стрілецька дивізія
    - 281-ша стрілецька дивізія
    - 374-та стрілецька дивізія
- 23-тя армія
  - 10-та стрілецька дивізія
  - 92-га стрілецька дивізія
  - 142-га стрілецька дивізія
  - 17-й УР
  - 22-й УР
- 42-га армія
  - 98-й стрілецький корпус
    - 53-тя гвардійська стрілецька дивізія
    - 245-та стрілецька дивізія
    - 326-та стрілецька дивізія
- 108-й стрілецький корпус
  -     - 90-та стрілецька дивізія
    - 128-ма стрілецька дивізія

  - 118-й стрілецький корпус
    - 85-та стрілецька дивізія
    - 376-та стрілецька дивізія

  - 123-й стрілецький корпус
    - 168-ма стрілецька дивізія
    - 196-та стрілецька дивізія
    - 291-ша стрілецька дивізія

  - 79-й УР
  - 32-га зенітна артилерійська дивізія
- 54-та армія
  - 99-й стрілецький корпус
    - 229-та стрілецька дивізія
    - 265-та стрілецька дивізія
    - 311-та стрілецька дивізія

  - 111-й стрілецький корпус
    - 44-та стрілецька дивізія
    - 225-та стрілецька дивізія
    - 288-ма стрілецька дивізія

  - 191-й стрілецький корпус
    - 198-ма стрілецька дивізія
    - 285-та стрілецька дивізія
    - 364-та стрілецька дивізія

  - 2-й УР
  - 150-й УР
  - 41-ша зенітна артилерійська дивізія
- 59-та армія
  - 117-й стрілецький корпус
    - 120-та стрілецька дивізія
    - 123-тя стрілецька дивізія
    - 201-ша стрілецька дивізія

  - 122-й стрілецький корпус
    - 11-та стрілецька дивізія
    - 43-тя стрілецька дивізія
    - 189-та стрілецька дивізія

  - 43-тя зенітна артилерійська дивізія
- 67-ма армія
  - 7-й стрілецький корпус
    - 65-та стрілецька дивізія
    - 239-та стрілецька дивізія
    - 310-та стрілецька дивізія

  - 110-й стрілецький корпус
    - 18-та стрілецька дивізія
    - 46-та стрілецька дивізія
    - 56-та стрілецька дивізія

  - 116-й стрілецький корпус
    - 86-та стрілецька дивізія
    - 224-та стрілецька дивізія
    - 268-ма стрілецька дивізія

  - 2-га артилерійська дивізія
  - 45-та зенітна артилерійська дивізія
- 13-та повітряна армія
  - 276-та бомбардувальна авіаційна дивізія
  - 280-та змішана авіаційна дивізія
  - 277-ма штурмова авіаційна дивізія
  - 281-ша штурмова авіаційна дивізія
- 269-та винищувальна авіаційна дивізія
  - 275-та винищувальна авіаційна дивізія
- 8-й стрілецький корпус
  - 7-ма стрілецька дивізія
  - 249-та стрілецька дивізія
- 14-й стрілецький корпус
  - 191-ша стрілецька дивізія
  - 378-ма стрілецька дивізія
  - 382-га стрілецька дивізія
- 30-й гвардійський стрілецький корпус
  - 45-та гвардійська стрілецька дивізія
  - 63-тя гвардійська стрілецька дивізія
  - 64-та гвардійська стрілецька дивізія
- 124-та стрілецька дивізія
- 14-й УР
- 3-й артилерійський корпус прориву
  - 18-та артилерійська дивізія прориву
  - 23-тя артилерійська дивізія прориву
  - 1-ша гвардійська мінометна дивізія
- 3-й гвардійський танковий корпус

- 2-га ударна армія
  - 30-й гвардійський стрілецький корпус
    - 45-та гвардійська стрілецька дивізія
    - 63-тя гвардійська стрілецька дивізія
    - 64-та гвардійська стрілецька дивізія

  - 43-й стрілецький корпус
    - 48-ма стрілецька дивізія
    - 131-ша стрілецька дивізія
    - 191-ша стрілецька дивізія

  - 109-й стрілецький корпус
    - 109-та стрілецька дивізія
    - 124-та стрілецька дивізія
    - 196-та стрілецька дивізія

  - 16-й УР
  - 43-тя зенітна артилерійська дивізія
- 8-ма армія
  - 6-й стрілецький корпус
    - 80-та стрілецька дивізія
    - 125-та стрілецька дивізія
    - 374-та стрілецька дивізія

  - 112-й стрілецький корпус
    - 2-га стрілецька дивізія
    - 11-та стрілецька дивізія
    - 377-ма стрілецька дивізія
    - 256-та стрілецька дивізія

  - 117-й стрілецький корпус
    - 120-та стрілецька дивізія
    - 123-тя стрілецька дивізія
    - 201-ша стрілецька дивізія

  - 122-й стрілецький корпус
    - 43-тя стрілецька дивізія
    - 98-ма стрілецька дивізія
    - 189-та стрілецька дивізія

  - 9-й УР7-ма зенітна артилерійська дивізія
- 21-ша армія
- 97-й стрілецький корпус
  - 178-ма стрілецька дивізія
  - 358-ма стрілецька дивізія
  - 381-ша стрілецька дивізія
  - 124-й стрілецький корпус
    - 177-ма стрілецька дивізія
    - 281-ша стрілецька дивізія
    - 286-та стрілецька дивізія
- 23-тя армія
  - 98-й стрілецький корпус
    - 142-га стрілецька дивізія
    - 372-га стрілецька дивізія

  - 108-й стрілецький корпус
    - 10-та стрілецька дивізія
    - 46-та стрілецька дивізія

  - 115-й стрілецький корпус
    - 92-га стрілецька дивізія
    - 314-та стрілецька дивізія

  - 72-га стрілецька дивізія
  - 90-та стрілецька дивізія
  - 17-й УР
  - 22-й УР
  - 32-га зенітна артилерійська дивізія
- 59-та армія
  - 377-ма стрілецька дивізія
  - 79-й УР
- 13-та повітряна армія
  - 276-та бомбардувальна авіаційна дивізія
  - 277-ма штурмова авіаційна дивізія
  - 275-та винищувальна авіаційна дивізія
- 8-й стрілецький корпус
  - 7-ма стрілецька дивізія
  - 249-та стрілецька дивізія
- 224-та стрілецька дивізія
- 3-й артилерійський корпус прориву
  - 18-та артилерійська дивізія прориву
  - 23-тя артилерійська дивізія прориву
  - 1-ша гвардійська мінометна дивізія

- 2-га ударна армія
  - 109-й стрілецький корпус
    - 72-га стрілецька дивізія
    - 109-та стрілецька дивізія
    - 125-та стрілецька дивізія

  - 122-й стрілецький корпус
    - 43-тя стрілецька дивізія
    - 98-ма стрілецька дивізія
    - 189-та стрілецька дивізія

  - 124-й стрілецький корпус
    - 48-ма стрілецька дивізія
    - 131-ша стрілецька дивізія
    - 256-та стрілецька дивізія

  - 16-й УР
  - 8-й артилерійський корпус прориву
    - 18-та артилерійська дивізія прориву
    - 23-тя артилерійська дивізія прориву

  - 7-ма зенітна артилерійська дивізія
- 8-ма армія
  - 112-й стрілецький корпус
    - 2-га стрілецька дивізія
    - 11-та стрілецька дивізія
    - 191-ша стрілецька дивізія

  - 117-й стрілецький корпус
    - 120-та стрілецька дивізія
    - 201-ша стрілецька дивізія

  - 9-й УР
  - 79-й УР
- 21-ша армія
- 94-й стрілецький корпус
  - 135-та стрілецька дивізія
  - 221-ша стрілецька дивізія
    - 286-та стрілецька дивізія

  - 97-й стрілецький корпус
    - 314-та стрілецька дивізія
    - 358-ма стрілецька дивізія
    - 372-га стрілецька дивізія

  - 98-й стрілецький корпус
    - 177-ма стрілецька дивізія
    - 281-ша стрілецька дивізія
    - 381-ша стрілецька дивізія

  - 108-й стрілецький корпус
    - 46-та стрілецька дивізія
    - 90-та стрілецька дивізія
    - 178-ма стрілецька дивізія

  - 3-й артилерійський корпус прориву
  - 5-та гвардійська важка артилерійська дивізія прориву
  - 15-та артилерійська дивізія прориву
  - 32-га зенітна артилерійська дивізія
- 23-тя армія
  - 6-й стрілецький корпус
    - 13-та стрілецька дивізія
    - 327-ма стрілецька дивізія
    - 382-га стрілецька дивізія

  - 115-й стрілецький корпус
    - 10-та стрілецька дивізія
    - 92-га стрілецька дивізія
    - 142-та стрілецька дивізія
- 17-й УР
- 59-та армія
  - 43-й стрілецький корпус
    - 80-та стрілецька дивізія
    - 124-та стрілецька дивізія
    - 224-та стрілецька дивізія

  - 43-тя зенітна артилерійська дивізія
- 13-та повітряна армія
  - 113-та бомбардувальна авіаційна дивізія
  - 276-та бомбардувальна авіаційна дивізія
  - 277-ма штурмова авіаційна дивізія
  - 281-ша штурмова авіаційна дивізія
  - 275-та винищувальна авіаційна дивізія
- 30-й гвардійський стрілецький корпус
  - 45-та гвардійська стрілецька дивізія
  - 63-тя гвардійська стрілецька дивізія
  - 64-та гвардійська стрілецька дивізія
- 8-й стрілецький корпус
  - 7-ма стрілецька дивізія
  - 249-та стрілецька дивізія
- 110-й стрілецький корпус
  - 168-ма стрілецька дивізія
  - 265-та стрілецька дивізія
  - 268-ма стрілецька дивізія
- 123-тя стрілецька дивізія
- 22-й УР
- 1-ша гвардійська мінометна дивізія

- 8-ма армія
  - 30-й гвардійський стрілецький корпус
    - 45-та гвардійська стрілецька дивізія
    - 63-тя гвардійська стрілецька дивізія
    - 64-та гвардійська стрілецька дивізія
- 8-й стрілецький корпус
  - 7-ма стрілецька дивізія
  - 249-та стрілецька дивізія
  - 109-й стрілецький корпус
    - 109-та стрілецька дивізія
    - 131-ша стрілецька дивізія

  - 79-й УР
  - 7-ма зенітна артилерійська дивізія
- 23-тя армія
  - 6-й стрілецький корпус
    - 327-ма стрілецька дивізія
    - 382-га стрілецька дивізія

  - 115-й стрілецький корпус
    - 10-та стрілецька дивізія
    - 92-га стрілецька дивізія
    - 224-та стрілецька дивізія

  - 17-й УР
- 59-та армія
  - 43-й стрілецький корпус
    - 135-та стрілецька дивізія
    - 177-ма стрілецька дивізія
    - 286-та стрілецька дивізія

  - 97-й стрілецький корпус
    - 80-та стрілецька дивізія
    - 178-ма стрілецька дивізія
    - 314-та стрілецька дивізія

  - 13-та стрілецька дивізія
  - 16-й УР
- 67-ма армія
  - 111-й стрілецький корпус
    - 189-та стрілецька дивізія
    - 196-та стрілецька дивізія

  - 122-й стрілецький корпус
    - 56-та стрілецька дивізія
    - 85-та стрілецька дивізія
    - 201-ша стрілецька дивізія
- 130-й стрілецький корпус
  - 48-ма гвардійська стрілецька дивізія
  - 308-ма стрілецька дивізія
  - 14-й УР
  - 41-ша зенітна артилерійська дивізія
  - 45-та зенітна артилерійська дивізія
- 13-та повітряна армія
  - 281-ша штурмова авіаційна дивізія
  - 275-та винищувальна авіаційна дивізія
- 22-й УР
- 9-й УР
- 3-й артилерійський корпус прориву
- 1-ша гвардійська мінометна дивізія
- 32-га зенітна артилерійська дивізія
- 43-тя зенітна артилерійська дивізія

- 8-ма армія
  - 30-й гвардійський стрілецький корпус
    - 45-та гвардійська стрілецька дивізія
    - 63-тя гвардійська стрілецька дивізія
    - 64-та гвардійська стрілецька дивізія

  - 109-й стрілецький корпус
    - 109-та стрілецька дивізія
    - 131-ша стрілецька дивізія
- 8-й Естонський стрілецький корпус
  - 7-ма Естонська стрілецька дивізія
  - 249-та Естонська стрілецька дивізія
  - 9-й УР
  - 79-й УР
  - 7-ма зенітна артилерійська дивізія
- 23-тя армія
  - 97-й стрілецький корпус
    - 177-ма стрілецька дивізія
    - 178-ма стрілецька дивізія
    - 224-та стрілецька дивізія

  - 13-та стрілецька дивізія
  - 16-й УР
  - 17-й УР
  - 43-тя зенітна артилерійська дивізія
- 67-ма армія
  - 111-й стрілецький корпус
    - 189-та стрілецька дивізія
    - 196-та стрілецька дивізія

  - 122-й стрілецький корпус
    - 56-та стрілецька дивізія
    - 85-та стрілецька дивізія
    - 201-ша стрілецька дивізія

  - 14-й УР
  - 32-га зенітна артилерійська дивізія
  - 41-ша зенітна артилерійська дивізія
  - 45-та зенітна артилерійська дивізія
- 13-та повітряна армія
  - 281-ша штурмова авіаційна дивізія
  - 275-та винищувальна авіаційна дивізія
- 22-й УР
- 9-й УР
- 3-й артилерійський корпус прориву
- 6-й стрілецький корпус
  - 10-та стрілецька дивізія
  - 327-ма стрілецька дивізія
  - 382-га стрілецька дивізія

- 8-ма армія
  - 6-й стрілецький корпус
    - 10-та стрілецька дивізія
    - 327-ма стрілецька дивізія
    - 382-га стрілецька дивізія

  - 109-й стрілецький корпус
    - 109-та стрілецька дивізія
    - 131-ша стрілецька дивізія

  - 79-й УР
  - 7-ма зенітна артилерійська дивізія
- 23-тя армія
  - 97-й стрілецький корпус
    - 177-ма стрілецька дивізія
    - 178-ма стрілецька дивізія
    - 224-та стрілецька дивізія

  - 9-й УР
  - 16-й УР
  - 17-й УР
- 67-ма армія
  - 111-й стрілецький корпус
    - 189-та стрілецька дивізія
    - 196-та стрілецька дивізія

  - 14-й УР
  - 41-ша зенітна артилерійська дивізія
- 13-та повітряна армія
  - 281-ша штурмова авіаційна дивізія
  - 275-та винищувальна авіаційна дивізія
- 22-й УР

- Курляндська група військ
  - 1-ша ударна армія
    - 112-й стрілецький корпус
      - 44-та стрілецька дивізія
      - 123-тя стрілецька дивізія
      - 377-ма стрілецька дивізія

    - 119-й стрілецький корпус
      - 37-ма стрілецька дивізія
      - 306-та стрілецька дивізія
      - 374-та стрілецька дивізія

    - 123-й стрілецький корпус
      - 21-ша гвардійська стрілецька дивізія
      - 360-та стрілецька дивізія
      - 376-та стрілецька дивізія

    - 155-й УР
    - 36-та зенітна артилерійська дивізія

  - 4-та ударна армія
    - 19-й стрілецький корпус
      - 32-га стрілецька дивізія

    - 92-й стрілецький корпус
      - 156-та стрілецька дивізія
      - 179-та стрілецька дивізія
      - 257-ма стрілецька дивізія

    - 73-тя зенітна артилерійська дивізія

  - 6-та гвардійська армія
    - 2-й гвардійський стрілецький корпус
      - 9-та гвардійська стрілецька дивізія
      - 71-ша гвардійська стрілецька дивізія
      - 166-та стрілецька дивізія

    - 22-й гвардійський стрілецький корпус
      - 46-та гвардійська стрілецька дивізія
      - 16-та Литовська стрілецька дивізія
      - 29-та стрілецька дивізія

    - 30-й гвардійський стрілецький корпус
      - 45-та гвардійська стрілецька дивізія
      - 63-тя гвардійська стрілецька дивізія
      - 64-та гвардійська стрілецька дивізія

    - 84-й стрілецький корпус
      - 164-та стрілецька дивізія
      - 270-та стрілецька дивізія

    - 20-та артилерійська дивізія прориву
    - 8-ма гарматна артилерійська дивізія
    - 2-га гвардійська мінометна дивізія
    - 39-та зенітна артилерійська дивізія

  - 10-та гвардійська армія
    - 7-й гвардійський стрілецький корпус
      - 7-ма гвардійська стрілецька дивізія
      - 8-ма гвардійська стрілецька дивізія
      - 119-та гвардійська стрілецька дивізія
      - 47-ма стрілецька дивізія

    - 15-й гвардійський стрілецький корпус
      - 29-та гвардійська стрілецька дивізія
      - 30-та гвардійська стрілецька дивізія
      - 85-та гвардійська стрілецька дивізія

    - 19-й гвардійський стрілецький корпус
      - 22-га гвардійська стрілецька дивізія
      - 56-та гвардійська стрілецька дивізія
      - 65-та гвардійська стрілецька дивізія
      - 256-та стрілецька дивізія

    - 83-й стрілецький корпус
      - 119-та стрілецька дивізія
      - 198-ма стрілецька дивізія

    - 110-й стрілецький корпус
      - 48-ма стрілецька дивізія
      - 168-ма стрілецька дивізія
      - 268-ма стрілецька дивізія

    - 28-ма артилерійська дивізія прориву
    - 14-та зенітна артилерійська дивізія

  - 22-га армія
    - 14-й гвардійський стрілецький корпус
      - 11-та стрілецька дивізія
      - 43-тя стрілецька дивізія
      - 288-ма стрілецька дивізія

    - 100-й стрілецький корпус
      - 28-ма стрілецька дивізія
      - 201-ша стрілецька дивізія
      - 219-та стрілецька дивізія

    - 44-та зенітна артилерійська дивізія

  - 42-га армія
    - 23-й гвардійський стрілецький корпус
      - 51-ша гвардійська стрілецька дивізія
      - 67-ма гвардійська стрілецька дивізія

    - 8-й Естонський стрілецький корпус
      - 7-ма Естонська стрілецька дивізія
      - 249-та Естонська стрілецька дивізія

    - 122-й стрілецький корпус
      - 56-та стрілецька дивізія
      - 85-та стрілецька дивізія
      - 332-га стрілецька дивізія

    - 130-й Латиський стрілецький корпус
      - 43-тя гвардійська Латиська стрілецька дивізія
      - 308-ма Латиська стрілецька дивізія

    - 118-й УР
    - 27-ма артилерійська дивізія
    - 42-га зенітна артилерійська дивізія

  - 51-ша армія
    - 1-й гвардійський стрілецький корпус
      - 53-тя гвардійська стрілецька дивізія
      - 204-та стрілецька дивізія
      - 267-ма стрілецька дивізія

    - 10-й стрілецький корпус
      - 91-ша стрілецька дивізія
      - 279-та стрілецька дивізія
      - 347-ма стрілецька дивізія

    - 63-й стрілецький корпус
      - 77-ма стрілецька дивізія
      - 87-ма стрілецька дивізія
      - 417-та стрілецька дивізія

    - 17-та зенітна артилерійська дивізія
    - 46-та зенітна артилерійська дивізія

  - 15-та повітряна армія
    - 5-й гвардійський бомбардувальний авіаційний корпус
      - 4-та гвардійська бомбардувальна авіаційна дивізія
      - 5-та гвардійська бомбардувальна авіаційна дивізія

    - 7-й штурмовий авіаційний корпус
      - 206-та штурмова авіаційна дивізія
      - 289-та штурмова авіаційна дивізія

    - 1-й гвардійський винищувальний авіаційний корпус
      - 3-тя гвардійська винищувальна авіаційна дивізія
      - 4-та гвардійська винищувальна авіаційна дивізія

    - 14-й винищувальний авіаційний корпус
      - 185-та винищувальна авіаційна дивізія
      - 315-та винищувальна авіаційна дивізія

    - 188-ма бомбардувальна авіаційна дивізія
    - 284-та нічна бомбардувальна авіаційна дивізія
    - 313-та нічна бомбардувальна авіаційна дивізія
    - 214-та штурмова авіаційна дивізія
    - 225-та штурмова авіаційна дивізія
    - 305-та штурмова авіаційна дивізія
    - 336-та винищувальна авіаційна дивізія
    - 1-й стрілецький корпус
    - 344-та стрілецька дивізія
    - 357-ма стрілецька дивізія
    - 21-ша артилерійська дивізія прориву
    - 6-та гвардійська артилерійська дивізія прориву (управління)
    - 3-й гвардійський механізований корпус
    - 19-й танковий корпус
- 8-ма армія
  - 6-й стрілецький корпус
    - 10-та стрілецька дивізія
    - 327-ма стрілецька дивізія
    - 382-га стрілецька дивізія

  - 109-й стрілецький корпус
    - 109-та стрілецька дивізія
    - 131-ша стрілецька дивізія

  - 14-й УР
  - 79-й УР
  - 7-ма зенітна артилерійська дивізія
- 23-тя армія
  - 97-й стрілецький корпус
    - 177-ма стрілецька дивізія
    - 178-ма стрілецька дивізія
    - 224-та стрілецька дивізія

  - 9-й УР
  - 16-й УР
  - 17-й УР
- 67-ма армія
  - 111-й стрілецький корпус
    - 189-та стрілецька дивізія
    - 196-та стрілецька дивізія

  - 41-ша зенітна артилерійська дивізія
- 13-та повітряна армія
  - 281-ша штурмова авіаційна дивізія
  - 275-та винищувальна авіаційна дивізія
- 22-й УР

- Курляндська група військ
  - 1-ша ударна армія
    - 1-й стрілецький корпус
      - 306-та стрілецька дивізія
      - 344-та стрілецька дивізія
      - 357-ма стрілецька дивізія

    - 8-й Естонський стрілецький корпус
      - 7-ма Естонська стрілецька дивізія
      - 249-та Естонська стрілецька дивізія

    - 119-й стрілецький корпус
      - 201-ша стрілецька дивізія
      - 360-та стрілецька дивізія
      - 374-та стрілецька дивізія

    - 123-й стрілецький корпус
      - 21-ша гвардійська стрілецька дивізія
      - 376-та стрілецька дивізія

    - 6-та гвардійська артилерійська дивізія прориву
    - 20-та артилерійська дивізія прориву
    - 27-ма артилерійська дивізія
    - 36-та зенітна артилерійська дивізія

  - 4-та ударна армія
    - 84-й стрілецький корпус
      - 164-та стрілецька дивізія
      - 270-та стрілецька дивізія

    - 92-й стрілецький корпус
      - 156-та стрілецька дивізія
      - 179-та стрілецька дивізія
      - 257-ма стрілецька дивізія

    - 32-га стрілецька дивізія
    - 73-тя зенітна артилерійська дивізія

  - 6-та гвардійська армія
    - 2-й гвардійський стрілецький корпус
      - 9-та гвардійська стрілецька дивізія
      - 71-ша гвардійська стрілецька дивізія
      - 166-та стрілецька дивізія

    - 22-й гвардійський стрілецький корпус
      - 46-та гвардійська стрілецька дивізія
      - 16-та Литовська стрілецька дивізія
      - 29-та стрілецька дивізія

    - 30-й гвардійський стрілецький корпус
      - 45-та гвардійська стрілецька дивізія
      - 63-тя гвардійська стрілецька дивізія
      - 64-та гвардійська стрілецька дивізія

    - 39-та зенітна артилерійська дивізія

  - 10-та гвардійська армія
    - 7-й гвардійський стрілецький корпус
      - 7-ма гвардійська стрілецька дивізія
      - 8-ма гвардійська стрілецька дивізія
      - 119-та гвардійська стрілецька дивізія

    - 15-й гвардійський стрілецький корпус
      - 29-та гвардійська стрілецька дивізія
      - 30-та гвардійська стрілецька дивізія
      - 85-та гвардійська стрілецька дивізія

    - 19-й гвардійський стрілецький корпус
      - 22-га гвардійська стрілецька дивізія
      - 56-та гвардійська стрілецька дивізія
      - 65-та гвардійська стрілецька дивізія
      - 198-ма стрілецька дивізія

    - 14-та зенітна артилерійська дивізія

  - 42-га армія
    - 14-й гвардійський стрілецький корпус
      - 11-та стрілецька дивізія
      - 288-ма стрілецька дивізія

    - 122-й стрілецький корпус
      - 56-та стрілецька дивізія
      - 85-та стрілецька дивізія

    - 130-й Латиський стрілецький корпус
      - 43-тя гвардійська Латиська стрілецька дивізія
      - 308-ма Латиська стрілецька дивізія

    - 118-й УР
    - 42-га зенітна артилерійська дивізія

  - 51-ша армія
    - 1-й гвардійський стрілецький корпус
      - 53-тя гвардійська стрілецька дивізія
      - 204-та стрілецька дивізія
      - 267-ма стрілецька дивізія

    - 10-й стрілецький корпус
      - 91-ша стрілецька дивізія
      - 279-та стрілецька дивізія
      - 347-ма стрілецька дивізія

    - 63-й стрілецький корпус
      - 77-ма стрілецька дивізія
      - 87-ма стрілецька дивізія
      - 417-та стрілецька дивізія

    - 17-та зенітна артилерійська дивізія
    - 46-та зенітна артилерійська дивізія

  - 15-та повітряна армія
    - 5-й гвардійський бомбардувальний авіаційний корпус
      - 4-та гвардійська бомбардувальна авіаційна дивізія
      - 5-та гвардійська бомбардувальна авіаційна дивізія

    - 14-й винищувальний авіаційний корпус
      - 185-та винищувальна авіаційна дивізія
      - 315-та винищувальна авіаційна дивізія

    - 284-та нічна бомбардувальна авіаційна дивізія
    - 313-та нічна бомбардувальна авіаційна дивізія
    - 214-та штурмова авіаційна дивізія
    - 225-та штурмова авіаційна дивізія
    - 305-та штурмова авіаційна дивізія
    - 336-та винищувальна авіаційна дивізія

  - 19-й стрілецький корпус
    - 43-тя стрілецька дивізія

  - 157-й УР
  - 8-ма гарматна артилерійська дивізія
  - 21-ша артилерійська дивізія прориву
  - 28-ма артилерійська дивізія прориву
  - 41-ша зенітна артилерійська дивізія
  - 3-й гвардійський механізований корпус
- 8-ма армія
  - 6-й стрілецький корпус
    - 10-та стрілецька дивізія
    - 327-ма стрілецька дивізія

  - 109-й стрілецький корпус
    - 109-та стрілецька дивізія
    - 131-ша стрілецька дивізія

  - 14-й УР
  - 79-й УР
  - 7-ма зенітна артилерійська дивізія
- 23-тя армія
  - 97-й стрілецький корпус
    - 177-ма стрілецька дивізія
    - 178-ма стрілецька дивізія
    - 224-та стрілецька дивізія

  - 9-й УР
  - 16-й УР
  - 17-й УР
- 67-ма армія
  -     - 23-й гвардійський стрілецький корпус
      - 51-ша гвардійська стрілецька дивізія
      - 67-ма гвардійська стрілецька дивізія
      - 332-га стрілецька дивізія

  - 111-й стрілецький корпус
    - 189-та стрілецька дивізія
    - 196-та стрілецька дивізія
    - 382-га стрілецька дивізія
    - 112-й стрілецький корпус
      - 44-та стрілецька дивізія
      - 123-тя стрілецька дивізія
      - 377-ма стрілецька дивізія

    - 155-й УР

  - 41-ша зенітна артилерійська дивізія
- 13-та повітряна армія
  - 281-ша штурмова авіаційна дивізія
  - 275-та винищувальна авіаційна дивізія
    - 22-й УР